# بیگوئز-سو-بوا
بیگوئز-سو-بوا (به فرانسوی: Beaugies-sous-Bois) یک کمون (فرانسه) در فرانسه است که در canton of Guiscard واقع شده‌است. بیگوئز-سو-بوا ۳٫۹۱ کیلومتر مربع مساحت دارد ۹۰ متر بالاتر از سطح دریا واقع شده‌است.